# شحادة حسونة
شحادة حسونة رئيس بلدية اللد سابقا وقائد فلسطيني بارز سياسيا وعسكريا، اعتقل في عكا إبان الانتداب البريطاني علي فلسطين، وهرب من السجن إلي غزة وتوفي بها سنة 1960، وكان عضوا بالمجلس التشريعي بغزة بعصر الإدارة المصرية.